# Widinson
Widinson Serrano o más conocido como Widinson (n. El Corazon, Cotopaxi es un cantante ecuatoriano, es conocido por sus  sencillos con más éxitos como: No me arrepiento de este amor, Nunca pensé llorar, El teléfono, Tu amor fue una mentira, Una lágrima más, Te quiero tanto tanto, Dos Morenas y El Camaleón. Estas canciones le posicionaron como uno de los primeros solistas en la historia de la Tecnocumbia del país. Es cantante, compositor y productor, además es un cantante influyente de la música popular ecuatoriana.

## Carrera musical
Inicio  su  carrera de manera  profesional en 1991.
El cantante grabó con el grupo ecuatoriano Los Chaucha Kings, que se caracteriza por interpretar y mezclar varios géneros y ritmos musicales.
El mercado mexicano es uno de los más codiciados por los artistas, por lo que su canción Dos morenas, al ritmo de la bomba, tuvo mucha acogida en el 2017.
El tema 'El Ciclista' que el cantante Widinson le dedicó al ganador Richard Carapaz del Giro de Italia, originario del mismo cantón de Tulcán, ganó en video Identidad, con su clip “El ciclista”, en los premios mis bandas nacionales en 2019.
El tema 'Cerveza' fue hecho en colaboración con Enchufe.tv.

## Política
En 2018 Centro Democrático (CD) sumó en sus filas al cantautor Widinson Serrano. El prefecto del Guayas, Jimmy Jairala le dio la bienvenida a su partido.